# Halte Kalfjeslaan

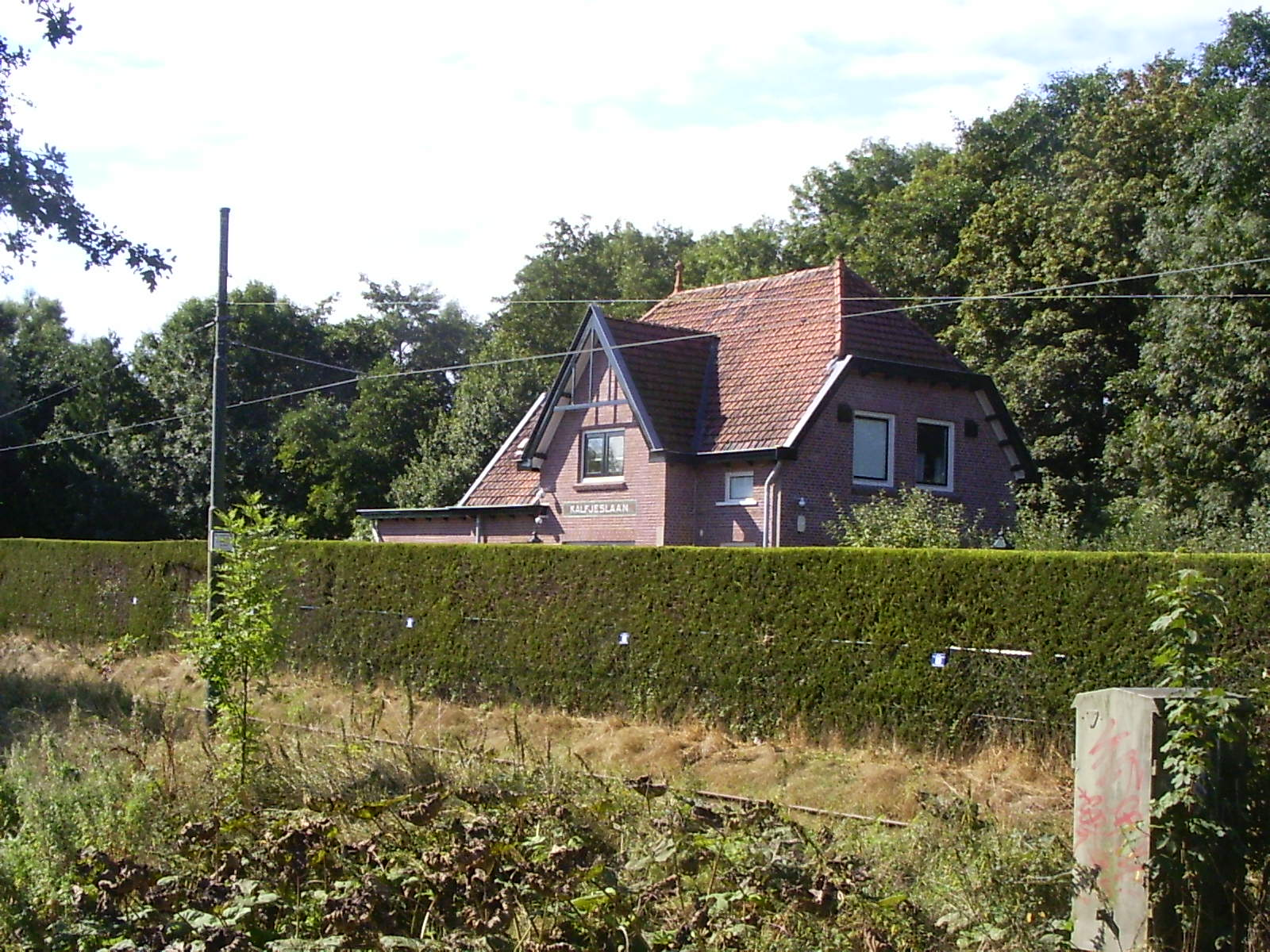
Halte Kalfjeslaan

Halte Kalfjeslaan (telegrafische code: kjl) is een voormalige spoorweghalte aan de Spoorlijn Aalsmeer - Amsterdam Willemspark, destijds aangelegd door de Hollandsche Electrische-Spoorweg-Maatschappij.
De halte lag ten noorden van Amstelveen bij de Buitendijkse Buitenvelderse polder met daarin het Karnemelksgat. De halte is vernoemd naar de kruisende Kalfjeslaan (tegenwoordig Nieuwe Kalfjeslaan). Aan de spoorlijn werd de stopplaats voorafgegaan door station Amstelveen en gevolgd door de halte Koenenkade.
Halte Kalfjeslaan werd geopend op 1 mei 1915 en gesloten op 5 juni 1925. Tijdens de Tweede Wereldoorlog is de halte heropend, van 1 februari 1941 tot 17 september 1944. Dit omdat de parallel lopende buslijn H van de Gemeentetram Amsterdam wegens materiaalschaarste niet meer kon rijden. Buspassagiers werden naar de stoomtrein verwezen. Voor de rit moest 1 stuiver betaald worden aan de op de halte aanwezige gemeentelijke tramfunctionaris.
Bij de stopplaats staat een woonhuis (nr. 35) van het type HESM-baanwachterswoning, dat nog bestaat en in gebruik is als woning. Op de gevel staat in een tegeltableau de naam Kalfjeslaan.
Sinds de verlenging naar station Amstelveen per 3 april 1983 heeft de Electrische Museumtramlijn Amsterdam een wisselplaats nabij de halte Kalfjeslaan.